# FUN-FARE
『FUN-FARE』（ファンファーレ）は、Every Little Thingの11枚目のオリジナルアルバム。2014年2月19日にavex traxから発売された。

## 解説
オリジナルアルバムとしては前作の『ORDINARY』から約2年半振りの発売。インスト曲を除いてすべての曲にタイアップがついた。
タイトルは「ファンファーレ（fanfare）」の「fan」を「fun」に変え、「楽しさを感じていただけるアルバムにしたい」という意味を込めた造語である。前作が東日本大震災を受けシリアスでメッセージ性の強い作風となったのに対し、本作はエンターテインメント性を重視したという。
ちなみに、アルバムの始めが2曲とも新曲となるのは、8thアルバム『Door』以来となる。

## 収録曲

### CD
1. BFF
作詞：Kaori Mochida, Jan Rooymans, Jochem Fluitsma, Andy Platts / 作曲・編曲：Jan Rooymans, Jochem Fluitsma, Andy Platts
「AOKI」CMソング。
ELT初の外国人による作曲。作曲者によってバックトラックと仮の歌詞が製作されており、持田が歌詞を改訂し、伊藤のギターを収録して完成された[5]。
「BFF」とはBest Friend Foreverの略で、女の子の友情としてだけでなく恋愛の曲としても聴いてほしいと語っている[5]。
「GATE #8」以来、1曲目に配置されたアルバム収録曲（インスト以外は初めて）で、3分未満とインスト以外のELTの楽曲の中でも短い楽曲。
2. Take me Tell me
作詞：Kaori Mochida / 作曲：HIKARI / 編曲：HIKARI & Every Little Thing
メナード「フェアルーセント」CMソング
後に46thシングル「ANATA TO」にリカット収録された。
3. ON AND ON
作詞：Kaori Mochida / 作曲：HIKARI / 編曲：HIKARI & Every Little Thing）
44thシングル
nissen 2013春CMソング
4. ハリネズミの恋 
作詞：Kaori Mochida / 作曲：Kunio Tago / 編曲：Akira Murata & Every Little Thing）
45thシングル
メナード「フェアルーセント」CMソング
「Take me Tell me」と共に「ANATA TO」にも収録。
5. START
作詞：Kaori Mochida / 作曲：HIKARI / 編曲：HIKARI & Every Little Thing / ストリングアレンジ：Gen Ittesu
テレビ東京系ソチ五輪中継テーマソング
持田は「選手の方々の緊張感や、その瞬間のためだけに長い時間を過ごすっていう強い精神力を、わからないながらも想像しながら書きました。」と語っている[5]。
ストリングスも生音になっている。
アルバム曲であるが、シングルベスト『Every Best Single 2 〜MORE COMPLETE〜』にも「RUN FOR」と共に収録された。
6. Lien
作詞：Kaori Mochida / 作曲：Eiji Kawai / 編曲：Shinjiroh Inoue & Every Little Thing
45thシングルのカップリング
「映画はなかっぱ花さけ！パッカ～ン♪蝶の国の大冒険」主題歌
7. Mighty Boys（Instrumental）
作曲：Ichiro Ito / 編曲：Yasunari “Nam-Nam" Nakamura & Ichiro Ito
8. Sympathy
作詞：Kaori Mochida / 作曲：Atsushi Suemitsu/ 編曲：Masafumi “Massy" Hayashi & Every Little Thing
千葉銀行イメージソング
9. アクアマリンのままでいて
作詞：Masao Urino / 作曲：Tetsuhiro Izumi / 編曲：Yasuharu Konishi
フジテレビ系スペシャルドラマ「抱きしめたい！Forever」主題歌
カルロス・トシキ&オメガトライブの「アクアマリンのままでいて」のカバー。カバーは37thシングル「冷たい雨」のカップリング曲「(They Long To Be) Close To You」以来となる。
ELTでは今まで使用されていなかった生音のブラスやパーカッション、スチールパンなどを導入している。
10. Landscape
作詞：Kaori Mochida / 作曲：HIKARI / 編曲：HIKARI & Every Little Thing
43rdシングル
TOYOTA「アイシス」CMソング
11. Lovers（Instrumental）
作曲：Ichiro Ito / 編曲：Yasunari “Nam-Nam" Nakamura & Ichiro Ito
12. キミト
作詞：Kaori Mochida / 作曲・編曲：Eiji Kawai
日本テレビ系「PON!」2月エンディングテーマ

### DVD
PV集。
1. Landscape
2. ON AND ON
3. ハリネズミの恋
4. START
5. START メイキング

## 演奏
- 新井俊也：Programming (#9)
- 村田昭：Accordion (#4)
- 笠原直樹：Bass (#3)
- 松田卓己：Bass (#4)
- かわいえいじ：Bass (#12)
- 坂田学：Drums (#4)
- 三浦剛志：Drums (#12)
- 安宅浩司：Banjo (#4)
- 弦一徹ストリングス：Strings (#5)
- クラッシャー木村ストリングス：Strings (#6)
- 小林太：Trumpet (#9)
- 佐野聡：Trombone (#9)
- 竹野昌邦：Saxophone (#9)
- 田村玄一：Steelpan (#9)
- 三沢またろう：Percussion (#9)